# Antsirananaella lorenzorum
Espèce
Antsirananaella lorenzorum est une espèce de pseudoscorpions de la famille des Feaellidae.

## Distribution
Cette espèce est endémique de la région Diana à Madagascar. Elle se rencontre vers Antsiranana.

## Description
Le mâle holotype mesure 1,94 mm et la femelle paratype 2,26 mm, les femelles mesurent de 2,26 à 2,45 mm.

## Systématique et taxinomie
Cette espèce a été décrite par Lorenz, Loria, Harvey et Harms en 2022.

## Étymologie
Cette espèce est nommée en l'honneur de Sylvia, Günther et Henrik Lorenz.

## Publication originale
- Lorenz, Loria, Harvey & Harms, 2022 : « The Hercules pseudoscorpions from Madagascar: A systematic study of Feaellidae (Pseudoscorpiones: Feaelloidea) highlights regional endemism and diversity in one of the “hottest” biodiversity hotspots. » Arthropod Systematics & Phylogeny, vol. 80, p. 649-691.